# 4663 Falta
4663 Falta este un asteroid din centura principală, descoperit pe 27 septembrie 1984 de Antonín Mrkos.